# Partit Republicà per la Independència i el Desenvolupament
El Partit Republicà per la Independència i el Desenvolupament (portuguès: Partido Republicano para a Independência e Desenvolvimento, PRID) és un partit polític de Guinea Bissau dirigit per António Afonso Té.

## Història
El partit va ser establert el març de 2008 com una escissió del Partit Africà per la Independència de Guinea i Cap Verd, que va donar suport al president João Bernardo Vieira. Dirigit per Aristides Gomes, va acabar tercer en vots populars a les eleccions parlamentàries de 2008, obtenint tres escons a l'Assemblea Nacional Popular. El partit va formar part del govern de coalició.
A les eleccions generals de 2014  el PRID va perdre tots els seus escons, mentre que Antonio Afonso Té va acabar setè en les eleccions presidencials amb un 3% dels vots.